# Tỉnh Kii
Tỉnh Kii (紀伊国 (Kỷ Y quốc) Kii no Kuni), hay Kishū (紀州, Kỷ Châu), là một tỉnh cũ của Nhật Bản, ở đảo Honshū ngày nay là quận Wakayma, cũng như phía Nam quận Mie. Kii giáp với các tỉnh Ise, Izumi, Kawachi, Shima, và Yamato. Bán đảo Kii là lấy tên theo tên tỉnh này.

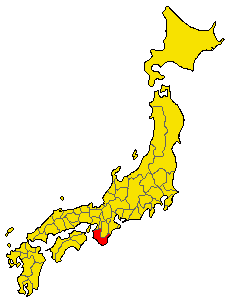
Tỉnh Kii được đánh dấu đỏ

Dưới thời Edo, chi thuộc tỉnh Kii của gia tộcTokugawa đặt lâu đài ở Wakayama.
Bản mẫu:Openhistory